# Juan Pardo de Tavera
Juan Pardo de Tavera (Toro, 16 mei 1472 – Toledo, 1 augustus 1545) was kardinaal, aartsbisschop van Santiago de Compostella, primaat van Spanje en hoofd van de Spaanse Inquisitie.

## Loopbaan
De Tavera was een neef van bisschop Diego de Deza. Dankzij zijn familierelaties maakte hij snel carrière.
Hij studeerde grammatica in Madrigal de las Altas Torres en Latijn, rechten en theologie in Salamanca. In 1500 haalde De Tavera zijn graad als bachiller. In 1505 studeerde hij in Salamanca af in canoniek recht. In hetzelfde jaar nog werd hij rector aan de Universiteit van Salamanca. Later werd De Tavera lid van de hoge raad van de Spaanse Inquisitie en vicaris-generaal van de diocese van Sevilla.
In 1514 werd hij benoemd tot bisschop van Ciudad Rodrigo in de provincie Salamanca. In 1523 werd hij bisschop van Osma, in de provincie Soria. Daarna werd hij door de Nederlandse kardinaal en latere paus Adrianus VI naar Portugal gestuurd om te onderhandelen over het huwelijk tussen keizer Karel V en Isabella van Portugal en dat van Catharina, de zus van Karel V en de koning van Portugal Johan III.
Toen Adrianus tot paus werd benoemd vroeg hij De Tavera om hem in Rome bij te staan, maar deze weigerde.
Van 1524 tot 1534 was hij aartsbisschop van Santiago de Compostela waar hij Alonso III de Fonseca opvolgde. De Tavera volgde Alonso III de Fonseca in 1534 tevens op als primaat van de kerkprovincie Spanje. De positie van primaat was verweven met die van bisschop van Toledo, omdat Toledo de voormalige hoofdstad was van het Visigotische rijk in Spanje (van 534 tot 712).
De Tavera werd tevens voorzitter van de Consejo de Castilla, de belangrijkste politieke bestuurseenheid binnen het koninkrijk Castilië. In die positie was hij een van de belangrijkste adviseurs van Karel V en plaatsvervanger in afwezigheid van de keizer. Hij was voorzitter van de Cortes van Toledo in 1525, van Valladolid in 1527, van Segovia in 1532 en van Madrid in 1534.
Op 22 februari 1531 werd hij benoemd tot kardinaal en vanaf 1534 concentreerde hij zich voornamelijk op zijn werk als primaat van de kerk van Spanje. Toen de keizer in 1539 naar de opstandige Nederlanden moest vertrekken, droeg hij het uitvoerend gezag in Castilië over aan Tavera. Als voorzitter van de Consejo werd hij weliswaar opgevolgd door Fernando de Valdés, maar hij werd gouverneur naast de elfjarige regent Filips. Bovendien werd hij op 10 juni 1539 tot inquisitor general benoemd. 
Als inquisitor-generaal nam hij het voortouw bij het opstellen van een speciaal bevel, de Instrucción, voor de Inquisitie in Barcelona, bedoeld om heidense boeken uit het buitenland te weren. Alle boekhandels in Barcelona werden gesloten en hun gehele voorraad werd geïnventariseerd. De boeken die uit Engeland en Duitsland werden geïmporteerd, moesten worden onderzocht. Indien bleek dat de boekhandelaar de wetten van de kerk overtrad dan werd hij gearresteerd, zijn bezittingen in beslag genomen en hijzelf terechtgesteld. Er mochten geen nieuwe boeken worden verkocht zonder dat ze door de Inquisitie waren goedgekeurd.
Tot 1545 bleef hij hoofd van de Inquisitie.
De Tavera was immens rijk. Een groot deel van zijn erfenis schonk hij aan het Hospital de San Juan Bautista de Toledo, een groot ziekenhuis in Toledo. De Tavera ligt begraven in de kerk van dit ziekenhuis in een marmeren graftombe ontworpen door Alonso de Berruguete.
De Tavera was opdrachtgever van belangrijke eigentijdse kunstenaars als Alonso de Covarrubias, Francisco de Villalpando en Alonso de Berruguete. In 1536 gaf hij opdracht tot de verbouw van de kapel van Johannes de Doper in de kathedraal van Toledo,  later volgden het koor en de hoofdkapel.

## Zaak Tavera-Fonseca
Toen De Tavera in 1524 in Santiago de Compostella aankwam ontdekte hij dat vrijwel alle forten en kastelen die aan het bisdom behoorden waren verwoest. Dit was gebeurd tijdens de Opstand van de Irmandiños. De Tavera vond dat Fonseca II, bisschop van 1464 tot 1506, verantwoordelijk was en voor de kosten moest opdraaien.  Volgens de nieuwe bisschop bedroegen deze ten minste tien miljoen maravedís. Aangezien Fonseca II niet meer leefde stelde hij zijn zoon Alonso de Fonseca y Ulloa verantwoordelijk. Deze weigerde de kosten op zich te nemen. De stukken uit het proces Tavera-Fonseca vormen een belangrijke historische bron met betrekking tot de Opstand van de Irmandiños.

## Voetnoten
1. ↑  Geoffrey Parker, Keizer Karel V. Landsheer van de Nederlanden, Habsburgs wereldheerser, 2020, p. 329. Gearchiveerd op 1 september 2023.

- Biblioteca Nacional de España: XX826201
- Gemeinsame Normdatei: 136157912
- International Standard Name Identifier: 0000 0001 2284 531X
- Library of Congress Control Number: n85101864
- Système universitaire de documentation: 094634645
- Union List of Artist Names: 500326808
- Virtual International Authority File: 120789628
- WorldCat: E39PBJyWTY8X7pVdFKhy9ktR8C